# Villalonga
Villalonga község Spanyolországban, Valencia tartományban. Villalonga Ador, Potries, La Font d’en Carròs, Oliva, Castellonet de la Conquesta, Llocnou de Sant Jeroni, L’Atzúbia, Vall de Gallinera, Terrateig és Lorcha/L'Orxa községekkel határos. Lakosainak száma 4713 fő (2024).

## Népesség
A település népessége az utóbbi években az alábbiak szerint változott:
| Lakosok száma | 3665 | 3996 | 3984 | 4369 | 4327 | 4352 | 4371 | 4370 | 4555 | 4713 |
|               | 2001 | 2004 | 2006 | 2009 | 2011 | 2015 | 2017 | 2020 | 2022 | 2024 |